# روس أدلر
روس أدلر (بالإنجليزية: Ross Adler)‏ هو مسير أعمال وشخصية أعمال أسترالي، ولد في 13 ديسمبر 1944 في بوندابيرج في أستراليا.